# Phare du 1er Mai
Le phare du 1er Mai (en espagnol : Faro 1° de Mayo) est un phare actif situé sur la péninsule antarctique (Antarctique argentin), dans la Province de Terre de Feu, Antarctique et îles de l’Atlantique sud en Argentine.
Il est géré par le Servicio de Hidrografía Naval (es) (SHN) de la marine.

## Histoire
Le phare a été mis en service en service le 1er mars 1942 à l'extrémité est de l'île Lambda (en espagnol Isla Primero de Mayo), dans l'archipel des îles Melchior. il sert à guider les navires venant du nord pour approvisionner le détachement naval de la Base Melchior sur l'Île Gamma (Antarctique) qui est à proximité. Il fonctionne de façon automatique grâce à des batteries sèches dont le renouvellement se fait tous les deux ans lors de la campagne estivale antarctique.
C'était le premier phare argentin installé en Antarctique. Il a été construit par le bateau à vapeur ARA 1.º de Mayo (es), d'où son nom, lors des premières campagnes antarctiques argentines. Pour son importance et pour avoir été le premier phare argentin allumé en Antarctique, on peut considérer qu'il s'agit du phare de la fin du monde puisqu'il est le plus au sud de la planète.

## Site et monument historique
En 1972, le phare du 1er Mai a été désigné site et monument historique de l'Antarctique SMH 29: Faro "Primero de Mayo" en vertu du Traité sur l'Antarctique, sur proposition et conservation de l'Argentine.

## Description
Ce phare est un tourelle métallique pyramidale à claire-voie de 11 m de haut. La tour porte une marque de jour en plusieurs bandes rouges. Il émet, à une hauteur focale de 26,80 m, un éclat blanc par période de 8 secondes. Sa portée est de 14.5 milles nautiques (environ 27 km).
Identifiant : ARLHS : ANC-002 - Amirauté : G.... - NGA : 111-.... .
|                                  |
| Localisation : Archipel Melchior |

|               |
| Base Melchior |

### Lien connexe
- Liste des phares d'Argentine